# Ronel Zenon
Pas d'image ? Cliquez ici

a Compétitions nationales et continentales officielles uniquement.

Ronel Zenon, né le 27 septembre 1967 aux Abymes, est un joueur de rugby à XIII français évoluant au poste de demi de mêlée dans les années 1980 et 2005.
Formé à Châtillon, il pratique ensuite le rugby à XIII dans le Championnat de France . IL a été à l'amée au prestigieux Bataillon de Joinville. À la suite de quoi il est allé jouer en Australie chez les Canberra Raiders ( U 21 championnat NRL) et à signé au XIII Catalan, Lyon-Villeurbanne et Saint-Estève, et prend part à l'expérience du Paris Saint-Germain Rugby League en Super League lors de la saison 1996. Il a jouer pour les Equipe de France Junior, A et B, Espoir avant d'être capé en Equipe de France Senior . Il a été nommé plusieurs fois "Homme du Mach" lors de ces rencontres contre les  Britanniques, Fidjiens et NZ ( à 7) .

## Biographie
Son frère, Rechal Zenon, et son neveu, Tanguy Zenon, sont également joueurs de rugby à XIII. Ronel Zenon prend part à l'expérience du Paris Saint-Germain Rugby League en Super League lors de la saison 1996. Il y compte quatre rencontres disputées contre Bradford, Halifax, St Helens et Castleford. IL a porter les couleurs de l'équipe de France à plus de dix représentations notamment contre les Britanniques , les Irlandais, les Ecossais, les Russes et les Fidjiens durant le1er tournoi de Nine à Suva ( Fidji). Il a souvent été l'homme du match lors de ses premières représentations en équipe de France Junior, Espoir, B et A.

## Palmarès
- Collectif :Vainqueur de la Coupe de France Junior B: 1986
- Vainqueur de la Coupe de France : 1995 (Saint-Estève)
- Finaliste du Championnat de France : 1995 et 1996 (Saint-Estève).